# Ozarba mesozonata
Ozarba mesozonata là một loài bướm đêm trong họ Noctuidae.